# Asymetryczna Dama – Portret Eugenii Wyszomirskiej-Kuźnickiej
Asymetryczna Dama – Portret Eugenii Wyszomirskiej-Kuźnickiej – rysunek pastelem na papierze formatu ok. 67 na 47 cm, autorstwa Stanisława Ignacego Witkiewicza, powstały w lipcu 1937 roku, znajdujący się w kolekcji prac artysty w Muzeum Historii Katowic.
Muzeum Historii Katowic posiada serię portretów Eugenii Wyszomirskiej-Kuźnickiej autorstwa Witkacego. Seria powstała w latach 1933–1939. Modelka ofiarowała 26 portretów miastu, co stało się impulsem do założenia muzeum.
Portret powstał 29 lipca 1937 roku w Zakopanem. Obraz przedstawia twarz modelki i ramię. Obraz jest sygnowanyː NΠ abs / Isza Fajka b.z / po NP5r / +horm / (b. WI); p.d.: (T.D) / Witkacy 29 / 1937 VII. Muzealny nr. inw.: MHK/Sz/64.